# Bill Ebben
William Edward Ebben, detto Bill (Oak Park, 7 ottobre 1935), è un ex cestista statunitense, professionista nella NBA.

## Carriera
Venne selezionato dai Detroit Pistons al terzo giro del Draft NBA 1957 (18ª scelta assoluta).

## Palmarès
- NCAA AP All-America Third Team (1957)